# 18 to Life
18 To life es una comedia que trata la historia de dos familias vecinas con opiniones sobre la vida y puntos de vista diferentes que se ven forzados a “vivir” juntos cuando sus hijos adolescentes se fugan y acaban casándose. En España se estrenó con el título de Cásate conmigo en el canal Cosmopolitan TV.

## Sinopsis
Tom y Jessie son dos jóvenes que apenas acaban de cumplir 18 años. Un día, jugando a verdad o reto, Tom decide pedirle a Jessie que se case con él, y ella decide aceptar. A partir de aquí las carcajadas y situaciones cómicas están garantizadas. Los padres de Tom, Ben y Judith, son unos padres “chapados” a la antigua. Ben es juez municipal, trabajo que su mujer cree es el más importante del mundo. Ben sigue principios clásicos y convencionales y sabe qué dosis de intimidación utilizar en cada momento. A pesar de parecer un tipo serio, tiene una parte oculta muy espiritual e, incluso, sentido del humor. Judith, su esposa, basa toda su vida precisamente en eso, en ser su esposa. Con el viejo truco para que parezca que siempre es él el que tiene las buenas ideas, consigue controlar todo lo que pasa en su casa, todo hasta que Tom viene con la gran noticia…
Por otro lado, los padres de Jessie son Phil y Tara. Phil es informático y vive una vida tranquila y acorde con la naturaleza. Vegetariano, defensor de la naturaleza y con ideas políticas liberales, no puede evitar de vez en cuando ocultarse en su garaje donde puede comer carne y disfrutar con el deporte sin que nadie le vea. Y es que Tara, su mujer, es feminista, atea, luchadora y con ideas un tanto radicales. Pero lo que Phil no sabe es que su mujer no es tonta, y sabe perfectamente de sus escapadas al garaje. Esto es lo que hace que tengan un equilibrio perfecto como pareja.